# 詩篇130篇
詩篇130篇（しへん130へん）は旧約聖書の詩篇の中の一篇。ルターは「聖書の正しい師であり先生」であると言い表し、ウェスレーはアルダースゲイトでの回心の経験をする前の午後にこの詩が歌われるのを聞いたという。

## 日本語訳
詩は8節からなる。以下に新共同訳と共同訳を示す。

## 解釈
深い淵の底מַעֲמַקִּים(maʿămaqqîm)とは深い海の底というイメージで使われる言葉である。エゼキエル書27章34節では水中深く沈んだと訳されている。
(お前は海を越えて商品を輸出し／多くの国々の民を飽き足らせ／豊かな富と産物で、地上の王たちを富ませた。今、お前は海で難破し、水中深く沈んだ。お前の積み荷とすべての乗組員は沈んだ。
海沿いの国々の住民は皆、お前のことで驚き／王たちは恐れおののき、顔はゆがんでいた。諸国の民の商人は／口笛を吹いて、お前を嘲る。お前は人々に恐怖を引き起こし／とこしえに消えうせる。エゼキエル書27章33-35節)
罪とは不足や間違いであれ道徳的な過ちであれ神の幸福で望ましい世界を創造する意志に背くことであり、それにより人は深い淵の底に沈まざるを得ない。神が人の罪を心に留められるのであれば誰一人耐えることはできないのである。
夜通しの見張りはイザヤ書のバビロンの陥落を告げる箇所などにも用例がある。
(わが主はわたしにこう言われた。「さあ、見張りを立てよ。見るところを報告させよ。彼は見るであろう。二頭立ての戦車を／ろばに乗る者、らくだに乗る者を。耳をそばだてて聞け、油断するな。」見張りは叫んだ。「わが主よ、見張り台に／わたしは一日中立ち尽くし／歩哨の部署に／わたしは夜通しついていた。見よ、あそこにやって来た／二頭立ての戦車を駆る者が。」その人は叫んで、言った。「倒れた、倒れた、バビロンが。神々の像はすべて砕かれ、地に落ちた。」打たれ、踏みにじられたわたしの民よ／わたしは、あなたたちに告げた／イスラエルの神、万軍の主から／わたしが聞いたことを。イザヤ書21章6-10節)
見張りが朝を心から待ち望む以上に主の慈しみ、贖い、御言葉を待ち望み、そして見張りが朝が必ず来ることを知っているように主の慈しみ、贖い、御言葉が下ることを知っているのである。
8節にあるように神が贖うפָּדָה(pāḏāh)ことにより深い淵の底から救い出され、神の主権を完成するのである。